# Barbara Murray
Barbara Murray, född 27 september 1929 i London, England, död 20 maj 2014 i Alicante, Spanien, var en brittisk skådespelare. Från 1949 och under 1950-talets första hälft medverkade hon i huvudroller i flera brittiska filmer. Senare på 1960-talet varvade hon medverkan i TV-produktioner med teaterroller vid West End. Mest känd blev hon under denna tid för sin medverkan i serien The Plane Makers och dess uppföljare The Power Game där hon spelade Pamela Wilder. Hon var verksam till kring millennieskiftet 2000, och levde sedan som pensionär i Spanien.

## Filmografi, urval
- 1949 – Biljett till Burgund
- 1951 – Utan samvete
- 1953 – Gathörnet
- 1958 – Lek i blindo
- 1959 – Fram för lilla Lotta!
- 1963 – Doktorn på vift
- 1968 – Slutpunkt Berlin